# Sakurai (Familienname)
Sakurai (jap. 桜井 oder 櫻井) ist ein japanischer Familienname.

## Herkunft und Bedeutung
Sakurai ist entweder ein Wohnstätten- oder ein Herkunftsname. Als Wohnstättenname geht er auf die Bedeutung der Kanji 桜 oder 櫻 (dt. Kirsche) und 井 (dt. Brunnen, Gemeinde oder Stadt) zurück; er bezeichnete also Personen, die in einer Siedlung wohnten, an der oder in der Kirschbäume wuchsen. Als Herkunftsname erfolgte die Benennung nach dem Siedlungsnamen Sakurai.

## Namensträger
- Atsushi Sakurai (1966–2023), japanischer Rockmusiker
- Biba Sakurai (* 1989), japanische Shorttrackerin
- David Sakurai (* 1979), dänisch-japanischer Schauspieler
- Fuga Sakurai (* 2000), japanischer Fußballspieler
- Heiko Sakurai (* 1971), deutscher Karikaturist
- Hitoshi Sakurai (* 1967), japanischer Skispringer
- Ikuo Sakurai (* um 1955), japanischer Jazzmusiker
- Sakurai Jōji (1858–1939), japanischer Chemiker und Präsident der japanischen Akademie der Wissenschaften
- Jun John Sakurai (1933–1982), japanischer Teilchenphysiker
- Kōji Sakurai (* 1936), japanischer Dreispringer
- Kōtarō Sakurai (* 1994), japanischer Autorennfahrer
- Masahiro Sakurai (* 1970), japanischer Spieleentwickler
- Masato Sakurai (* 1986), japanischer Fußballspieler
- Mitsuru Sakurai (* 1956), japanischer Politiker
- Naoto Sakurai (* 1975), japanischer Fußballspieler
- Riko Sakurai (* 2003), japanische Skispringerin
- Shigeru Sakurai (* 1979), japanischer Fußballspieler
- Shō Sakurai (* 1982), japanischer Sänger und Schauspieler
- Shōgo Sakurai (* 1984), japanischer Fußballspieler
- Sakurai Shōzō (1889–1985), japanischer Generalleutnant
- Takahiro Sakurai (* 1974), japanischer Seiyū
- Takamasa Sakurai (1966–2015), japanischer Medienproduzent und Autor
- Takao Sakurai (1941–2012), japanischer Boxer
- Takashi Sakurai (* 1977), japanischer Fußballspieler
- Tatsunori Sakurai (* 2002), japanischer Fußballspieler
- Tetsuo Sakurai (* 1957), japanischer Bassist
- Sakurai Tokutarō (1897–1980), japanischer Offizier, Generalmajor der Kaiserlich Japanischen Armee
- Tomo Sakurai (1971–2025), japanische Seiyū
- Tsugumi Sakurai (* 2001), japanische Ringerin